# Argylia
Argylia, biljni rod iz porodice katalpovki smješten u vlastiti tribus Argylieae. Sastoji se od 12 vrsta (13 kod Kew–a) u andskom području Perua, Čilea i Argentine 

## Opis
Rod je opisan u Edinburgh Philosophical Journal 9: 260. 1823., a tribus u Genera Plantarum (Endlicher) 711.  Trajnice i  gomoljasti geofiti rašireni po pustinjskim krajevima.

## Vrste
1. Argylia adscendens DC.
2. Argylia bifrons Phil.
3. Argylia bustillosii Phil.;
4. Argylia checoensis (Meyen) Johnst.;
5. Argylia farnesiana Gleisner & Ricardi
6. Argylia geranioides DC.
7. Argylia glutinosa Phil.;
8. Argylia potentillifolia DC.
9. Argylia radiata (L.) D.Don
10. Argylia robusta Sandwith
11. Argylia tomentosa Phil.
12. Argylia uspallatensis DC.;

## Sinonimi
- Oxymitus C.Presl; (Bot. Bemerk. 92) (1844).